# Pyronarydyna
Pyronarydyna (łac. pyronaridinum) – wielofunkcyjny organiczny związek chemiczny, pochodna benzonaftyrydyny, stosowana w leczeniu malarii w połączeniu z artezunatem.

## Mechanizm działania
Pyronarydyna hamuje tworzenie się β–hematyny, nie pozwalając na detoksykację hemu wewnątrz zarodźca oraz poprzez wiązanie się z hematyną hamuje zależną od glutationu degradację hematyny i nasila indukowaną hematyną lizę erytrocytów, co w ostatecznym efekcie powoduje rozpad zarodźca. 

## Zastosowanie
- ostra niepowikłana malaria spowodowana zarodźcem sierpowatym (Plasmodium falciparum) oraz zarodźcem ruchliwym (Plasmodium vivax) u dorosłych i dzieci o wadze równej lub wyższej niż 20 kg[4].

Pyronarydyna w połączeniu z artezunatem znajduje się na wzorcowej liście podstawowych leków Światowej Organizacji Zdrowia (WHO Model Lists of Essential Medicines) (2019).
Pyronarydyna nie jest dopuszczona do obrotu w Polsce (2020).

## Działania niepożądane
Pyronarydyna w połączeniu z artezunatem może powodować następujące działania niepożądane u ponad 1% pacjentów: ból brzucha, ból głowy, bradykardia, eozynofilia, hipoglikemia, nadpłytkowość, neutropenia, niedokrwistość, wymioty oraz przejściowe podwyższenie enzymów wątrobowych. 